# Maja Eriksson
Maja Valborg Eriksson (født 1. marts 1991 i Karlskrona) er en svensk håndboldspiller, som har spillet for TTH Holstebro.

## Klubber[2]
- Karlskrona Flottans IF ( -2010)
- H43 Lundagård (2010-2011)
- Skövde HF (2011-2016)
- Team Tvis Holstebro (2016-2018)
- Önnereds HK (2018-2020)
- Skara HK (2020-2022)